# Wilhelm von Coudenberghe
Wilhelm von Coudenberghe († vor 1406) war von 1385 bis 1391 und von 1399 bis 1401 Bischof von Tournai und von 1393 bis 1399 Bischof von Basel.

## Leben
Wilhelm stammte aus Gent, er studierte die Rechte und führte 1382 und 1383 flämische Gesandtschaften an den Hof des englischen Königs Richard II. 1385 wurde er zum Bischof von Tournai ernannt und am 9. Juli 1385 in Hadham bei London geweiht. Es gelang ihm jedoch nur, sich im Genter Umland zu behaupten, 1390 wurde er auch von dort vertrieben. 1391 entband ihn Papst Bonifaz IX. von seinem Amt und ernannte ihn 1393 zum Bischof von Basel. Das Basler Domkapitel erkannte die Ernennung nicht an und wählte im August 1391 den Basler Dompropst Konrad Münch von Landskron. Wilhelm, der nie sein Bistum betrat, wurde nach Verhandlungen zwischen dem Papst und der Stadt Basel 1399 erneut zum Bischof von Tournai ernannt. Da eine Rückkehr in sein flandrisches Bistum nicht möglich war, wirkte er als Weihbischof in London. Er starb spätestens 1406.